# Пашківський (аеропорт)
Краснодарський міжнародний аеропорт або Пашківський аеропорт або Авіагородок 5 (військове позначення) - аеропорт міста Краснодар, розташований за 12 км на схід від центру міста.
З 24 лютого 2022 аеропорт був закритий у зв'язку з російським вторгненням в Україну (з 2022) і залишається таким станом на вересень 2023, у зв'язку з чим уряд Росії виділив фінансові ресурси для підтримки. 
Обслуговує Краснодарський край, (не включаючи Сочі)
Аеродром «Пашковський» 1 класу, здатний приймати літаки Boeing-737 (за винятком Boeing-737-900), Boeing 757 (з обмеженнями), Airbus A319, Airbus A320, Embraer 195, і всі легші літаки, а також гелікоптери всіх типів.
Аеропорт займає (2014) 7-е місце з пасажирообігу в Росії — 3,420 млн пасажирів
Поблизу Краснодара є також аеропорт місцевих повітряних ліній «Енем».

## Авіакомпанії та напрямки, квітень 2021

### Пасажирські
| Авіакомпанія         | Пункт призначення |
| -------------------- | --- |
| Aeroflot             | Москва-Шереметьєво |
| Алроса               | Москва-Домодєдово, Красноярськ-Ємельяново, Новосибірськ |
| Avia Traffic Company | Бішкек |
| Азимут               | Бєлгород, Челябінськ, Калінінград, Калуга, Казань, Махачкала, Мінеральні Води, Москва-Внуково, Мюнхен, Мурманськ, Нижньокамськ, Нижній Новгород, Омськ, Перм, Ст Петербург, Самара, Саратов, Сімферополь, Тюмень, Уфа, Волгоград,Воронеж, Єреван |
| Belavia              | Мінськ |
| Ellinair             | Сезонний: Салоніки |
| NordStar             | Норильськ, Новосибірськ |
| Nordwind Airlines    | Москва-Шереметьєво Сезонний чартер: Анталія |
| Pegas Fly            | Москва-Шереметьєво Сезонний чартер: Пхукет |
| Pegasus Airlines     | Стамбул-Сабіха Гекчен |
| Pobeda               | Стамбул-Сабіха Гекчен, Москва-Внуково, Ст Петербург, Єкатеринбург |
| Red Wings Airlines   | Москва-Домодєдово, Ст Петербург Сезонний чартер: Анталія |
| Rossiya              | Ст Петербург |
| RusLine              | Надим, Сиктивкар, Тамбов |
| S7 Airlines          | Москва-Домодєдово, Новосибірськ |
| SCAT                 | Актау, Нур-Султан |
| Somon Air            | Душанбе |
| Smartavia            | Сезонний чартер: Анталія |
| Turkish Airlines     | Стамбул-Аеропорт |
| Ural Airlines        | Душанбе (призупинено), Ларнака, Москва-Домодєдово, Новосибірськ, Ош, Прага, Ташкент, Тель-Авів, Єкатеринбург, Єреван |
| Utair                | Астрахань, Ханти-Мансійськ, Москва-Внуково, Нижньовартовськ, Сочі, Ст Петербург, Сургут, Тюмень, Волгоград |
| Uzbekistan Airways   | Ташкент |
| Yamal Airlines       | Москва-Домодєдово Сезонний: Надим, Новий Уренгой, Ноябрськ |

## Статистика
| Рік  | Пасажирообіг | % Зміни |
| ---- | ------------ | ------- |
| 2010 | 2,086,000    | ▬       |
| 2011 | 2,511,000    | ▲ 20.4% |
| 2012 | 2,599,100    | ▲ 3.5%  |
| 2013 | 2,853,394    | ▲ 9.8%  |
| 2014 | 3,421,000    | ▲ 19.9% |
| 2015 | 3,128,248    | ▼ 8.5%  |
| 2016 | 3,002,121    | ▼ 4%    |
| 2017 | 3,498,126    | ▲ 16.5% |
| 2018 | 4,173,000    | ▲ 19.3% |